# Mesotaenium

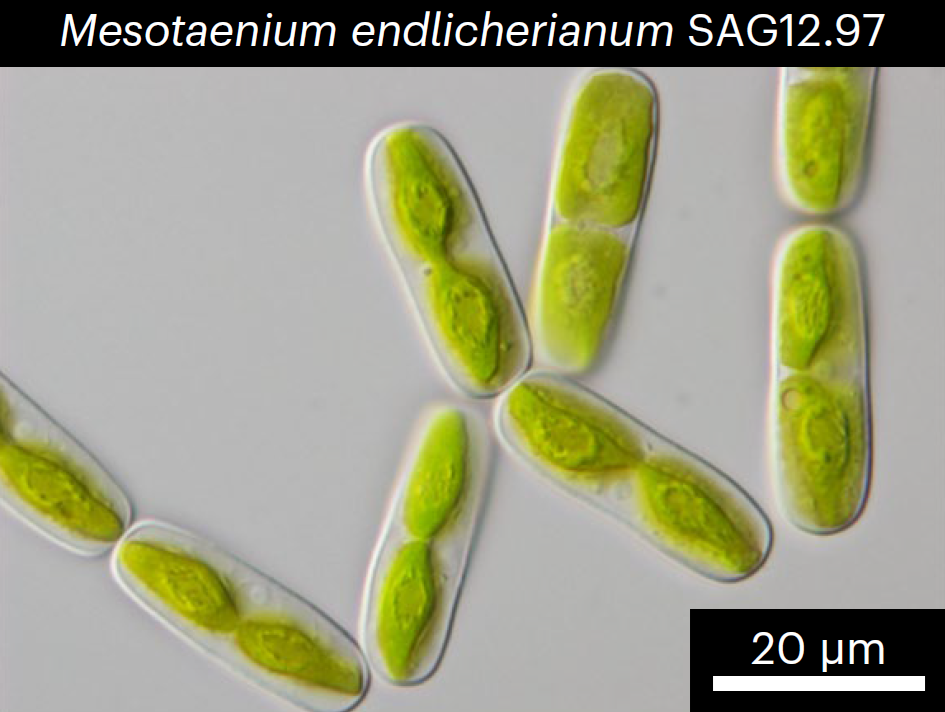

Mesotaenium ist eine Algengattung, die zur Familie Mesotaeniaceae.
Die Arten dieser Gattung sind in Europa und Nordamerika beheimatet.
Die Typusart der Gattung ist Mesotaenium endlicherianum C. Nägeli.
Die Gattung Mesotaenium ist von besonderem Interesse, da die Schmuckalgen unter den Algen mit am nächsten mit Landpflanzen verwandt ist und ihr Studium daher wichtige Aufschlüsse über die Eroberung des Landes (Terrestrialisierung) durch pflanzliche Organismen geben kann.

## Beschreibung
Die Zellen der Mesotaenium-Arten sind entweder einzeln oder aggregiert in einer gemeinsamen gallertartigen Matrix mit einfacher oder geschichteter Struktur.
Die Zellen sind klein bis mittelgroß (Länge 10–123 µm), lang oder kurz zylindrisch mit breit abgerundeten Enden, dabei gerade oder auch leicht gekrümmt.
Es gibt ein oder zwei Chloroplasten pro Zelle in Form einer axialen Platte oder eines Bandes, selten parietal (wandständig an der Zellwand), mit einem oder zwei Pyrenoiden.
Der Zellkern befindet sich in der Mitte des Chloroplastenbandes oder (ggf.) zwischen den beiden Chloroplasten.
In der Ultrastruktur zeigt sich die Zellwand zweischichtig; die innere Schicht besteht dabei aus gekreuzten Bändern mit Mikrofibrillen.
Die Ausrichtung des Chloroplasten zum Licht (Photoorientation) wird durch Phytochrom (oder phytochromähnliche Polypeptide) reguliert.
Dieses Mesotaenium-Polypeptid bindet mit monoklonalen Antikörpern, die spezifisch für das Phytochrom von Erbsen und Mais sind.

## Lebenszyklus
Die ungeschlechtliche Vermehrung erfolgt in der Regel nur durch transversale Zellteilung.
Bei M. aplanosporum wurden Aplanosporen mit derselben Form wie die vegetativen Zellen festgestellt.
Bei ca. sieben Arten ist eine sexuelle Fortpflanzung durch Konjugation beschrieben; mit einer breiten Konjugationsröhre zwischen den Gametangien, in der sich die Zygote befindet und sich gewöhnlich in beide Gametangien erstreckt.
Die reifen Zygosporen (vgl. Jochpilze §Fortpflanzung) erscheinen kugelförmig bis viereckig bzw. vieleckig (polygonal).
Ihre Außenfläche ist glatt oder papilliert (mit warzenförmigen Erhebungen versehen (siehe Papille (Botanik))).
Die Schicht der Mesosporenwand ist glatt oder skrobikuliert (englisch scrobiculated).

## Habitat
Mesotaenium-Arten kommen meist in subaerischen Lebensräumen (an der Erdoberfläche) vor, wo sie oft als kleine gallertartige Masse zwischen Moosen oder auf feuchtem Boden oder Felsen zu finden sind. Als Bodenalgen leben sie dann aerophytisch, d. h. sie sind beständig hoher Luftfeuchtigkeit ausgesetzt.
Gelegentlich besiedeln sie auch saure, oligotrophe (nährstoffarme), aquatische Lebensräume oder saure Moore.
Es sind keine Vertreter aus marinen Umgebungen bekannt.
Nur M. degreyi wurde in Hartwasser-Habitaten beschrieben.
M. berggrenii (möglicherweise synonym mit Ancyclonema nordenskioeldii) wurde auf Schnee und Eis gefunden.

## Artenliste

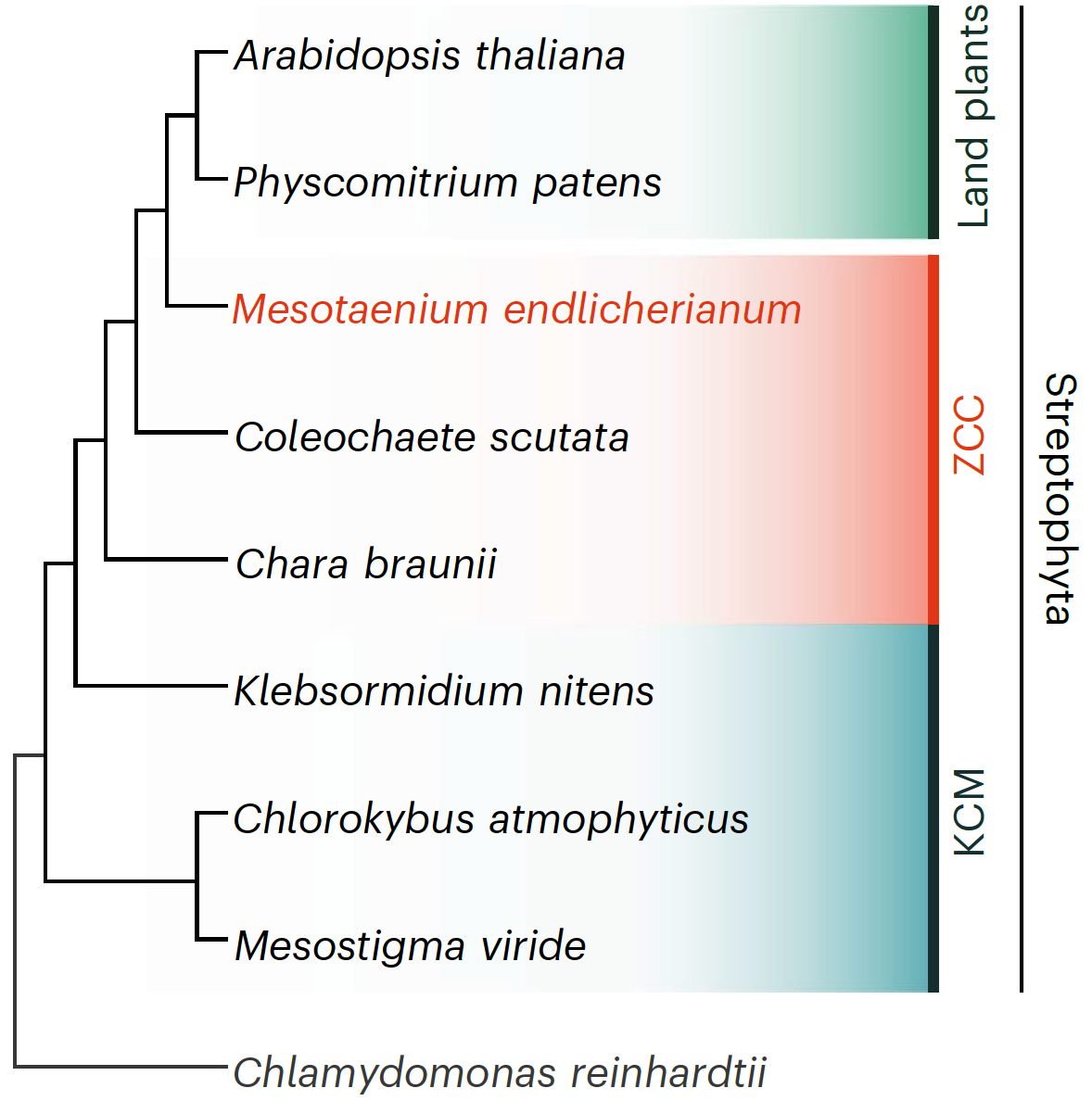
Kladogramm mit Gattung Mesotaenium

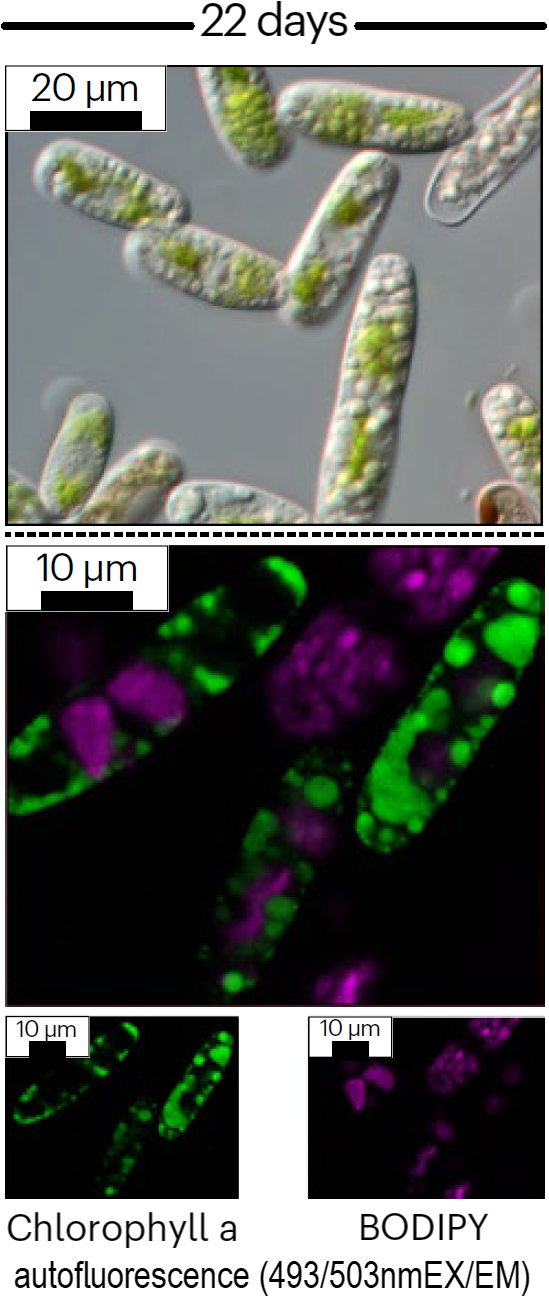
Lipidtröpfchen in M. endlicherianum SAG 12.97. Konfokale Mikrofotografie (oben), darunter DIC-Aufnahmen (purpur: Chlorophyll, grün: Lipid).

Artenliste (Stand 6. Dezember 2024):
- Mesotaenium aplanosporum C. E. Taft 1937(A)
- Mesotaenium berggrenii (Wittrock) Lagerheim 1892(A,N,T,W)[8] [Ancylonema nordenskioldii var. berggernii Wittrock, 1883(W)]
- Mesotaenium braunii de Bary(N) [Mesotaenium sp. M2214(N)] – in der AlgaeBase ein Synonym für Serritaenia braunii (de Bary) A. Busch & S. Hess 2021(A)
  - Stamm M2214 alias M 2214(N)[9]
- Mesotaenium caldariorum (Lagerheim) Hansgirg 1886(A,G,N,T,W)[10]
  - Stämme SVCK 60,[10] ACOI 127, ACOI 898[9]
- Mesotaenium chlamydosporum de Bary, 1858(A,G,N,W)[11]
  - Mesotaenium cf. chlamydosporum M-2155(N)
  - Mesotaenium cf. chlamydosporum CCAC 0154[9]
- Mesotaenium degreyi W. B. Turner 1886(A,G,W) [Mesotaenium de-greyi(W) (offenbar Synonym)]
- Mesotaenium dodekahedron Geitler 1965(A,?W)
- Mesotaenium endlicherianum C. Nägeli 1849(A,G,N,T,W)[1] [Palmogloea endlicheriana (Nägeli) Rabenhorst, 1868(W)] (Typusart(A,T))
  - Stamm SAG 12.97[9][6]
- Mesotaenium fusisporum (P. L. Crouan & H. M. Crouan) De Toni(A,G,W)
- Mesotaenium giganteum W. B. Turner, 1893(W) — in der AlgaeBase ein Synonym für Mesotaenium degreyi f. tenue West & G. S. West 1904(A)
- Mesotaenium hansgirgii Schmidle 1900(A,W)
- Mesotaenium heimii Bourrelly 1952(A,W)
- Mesotaenium kramstae Lemmermann, 1896(A,G,N,T,W) [Mesotaenium kramstai[10]]
  - Stamm UTEX 1025[10]
- Mesotaenium macrococcum (Kützing ex Kütz.) J. Roy & Bisset 1894(A,G,N,W)[12] [Palmogloea macrococca Kützing, 1845(A,N)]
- Mesotaenium minimum J. A. Cushman, 1906(A,W)[13]
- Mesotaenium mirificum W. Archer 1864(A,G,W)
- Mesotaenium neglectum Reinhard 1888(A,W)
- Mesotaenium nivale Beck 1926(A,W)
- Mesotaenium obscurum Lagerheim 1883(?A,G,?W)
- Mesotaenium purpureum West & G. S. West 1898(A,W)
- Mesotaenium pyrenoidosum (P. A. Broady) Petlovany 2015(A,W)
- Mesotaenium testaceovaginatum Fucikova, J. D. Hall, J. R. Johansen & R. Lowe, 2008(N,T,W) – in der AlgaeBase ein Synonym für Serritaenia testaceovaginata (Fucíková, J. D. Hall, J. R. Johansen & R. L. Lowe) A. Busch & S. Hees 2021(A)
- Mesotaenium truncatum W. West & G. S. West 1904(A,G,W)
- Mesotaenium turicense Huber-Pestalozzi 1925(A,?W)
- Mesotaenium sp. AG-2009-1(N)[9] – Fundort: Eifel (Deutschland)(N)
- Mesotaenium sp. AG-2009-2(N)[9] – Fundort: vermutlich ebenda.
- Mesotaenium sp. JH0031(N)

Anmerkungen:
- (A) – AlgaeBase[4]
- (G) – Global Biodiversity Information Facility (GBIF)[2]
- (N) – Taxonomie des National Center for Biotechnology Information (NCBI)[3]
- (T) – Taxonomicon[5]
- (W) – World Register of Marine Species (WoRMS)[7]

   ? – unsicher
Gontcharov und Melkonian (2010) sehen die Gattung Mesotaenium polyphyletisch mit M. cf. chlamydosporum CCAC 0154 zusammen mit Fottea pyrenoidosa SAG 1.88 in einer Klade Mesotaenium 1, sowie M. endlicherianum SAG 12.97 und M. braunii M2214 in einer Klade Mesotaenium 2; dazu M. caldariorum mit ACOU 127 und ACOI 898 in einer weiteren, dritten Klade.

## Mesotaenium endlicherianum

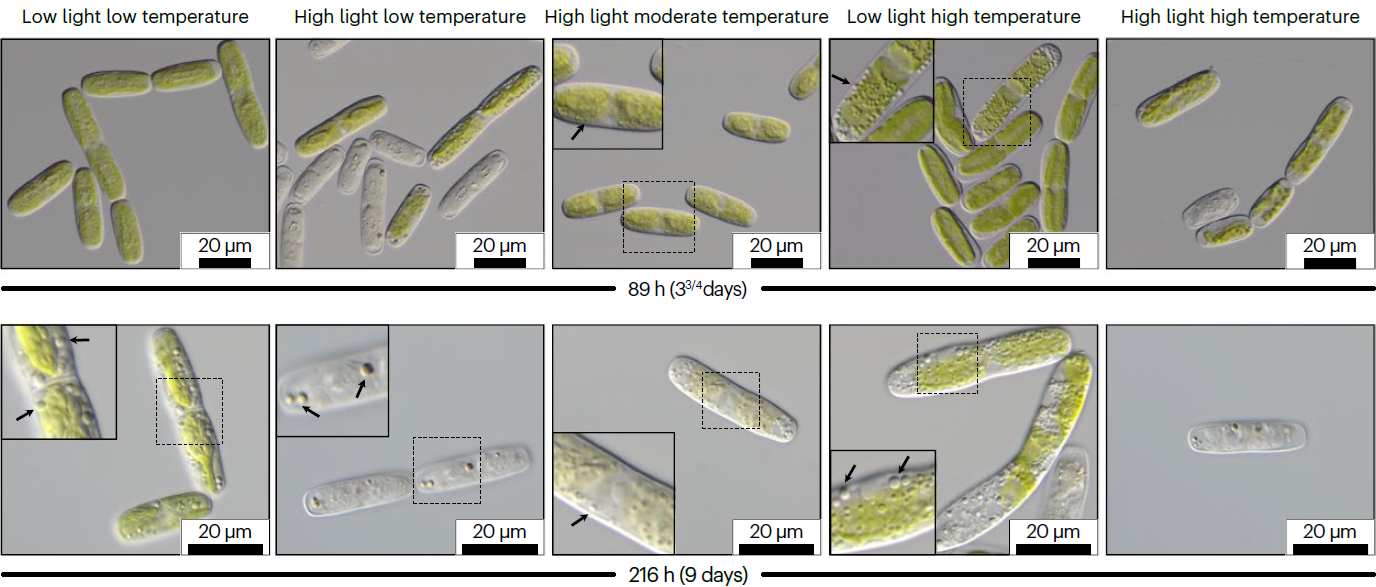
Lipidtröpfchen (Pfeile) akkumulieren in M. endlicherianum SAG 12.97, wenn sich die Umgebung ändert. Konfokale Mikrofotografien.

Die Typusart M. endlicherianum hat Carl Wilhelm von Nägeli 1849 erstbeschrieben.
Als typischer Vertreter der Gattung handelt es sich um eine Süßwasser-Spezies, Typlokalität ist Zürich in der Schweiz.
Typisches Habitat sind saure Moortümpel und Sümpfe, wie sie beispielsweise auf den Äußeren Hebriden (Schottland) weit verbreitet sind. Die Art kommt manchmal in großen Mengen in sumpfigen Tümpeln oder an den sumpfigen Rändern von Bergseen und Teichen.
Armin Dadras et al. kultivierten den Stamm SAG 12.79 in einem Großversuch 2023 in 1,5 ℓ C-Medium und setzen diese Kulturen verschiedenen Licht- und Temperatur-Gradienten aus. Die vergleichende Analyse hatte zum Ziel aufzuzeigen, welches genetische Repertoire bereits bei diesen Algen als nahe Verwandte der Landpflanzen vorhanden war und so die Eroberung des Landes ermöglichte.

## Mesotaenium berggrenii
M. berggrenii (vormals Ancylonema nordenskioldii var. berggernii Wittrock, 1883) wurde 1892 durch Gustaf Lagerheim reklassifiziert
Es handelt sich um eine Süßwasser-Spezies, Typlokalität ist Auleitsivikfjorden in Westgrönland (nahe Iginniarfik) und der Jostedal-Gletscher (Justedalsglacier, Jostedalsbreen).
Als eine Unterart galt Mesotaenium berggrenii var. alaskana Kol 1942, wird aber heute in der AlgaeBase als Ancylonema alaskanum (Kol) L.Procházková & Remias 2021 geführt.

## Mesotaenium chlamydosporum
M. chlamydosporum ist eine Spezies kleiner Algen, die auf der feuchten Oberfläche von Steinen und auf feuchten Böden in der gemäßigten Klimazone Europas wächst. Die Erstbeschreibung stammt von Anton de Bary aus dem Jahr 1858, Typlokalität ist Walldorf bei Frankfurt/Main.
Optisch sehen diese Algen aus wie eine grüne, schleimige Masse auf der Oberfläche des Substrats.
Die Zelle ist ellipsoid oder kurzzylindrisch, bis zu 25–30 µm lang und 15–20 µm breit. Die Chloroplasten sind lamellar.

## Mesotaenium macrococcum
M. macrococcum ist eine Art mikroskopisch kleiner Algen, die ebenfalls auf der feuchten Oberfläche von Steinen und auf feuchten Böden in der gemäßigten Klimazone Europas wachsen. Man findet sie in atmophytischen Lebensräumen wie tropfenden Felsen, epiphytisch auf Moos und anderen Substraten, aber auch in aufgelassenen Torfstichen, Mooren und Tümpeln.
Die Erstbeschreibung stammt von John Roy und John Petrie Bisset aus dem Jahr 1894. (1894). Typlokalität ist Auerhahn im Oberharz (Niedersachsen).
Die Zellen sind kurzzylindrisch mit stark abgerundeten Ecken, sie sind 20–25 × 15 µm groß. Diese Algen wachsen in dichten monospezifischen Populationen, eingebettet in eine gemeinsame Schleimmasse. Die Zellen haben lamellare Chloroplasten, die nur einen kleinen Teil des Zellinhalts ausfüllen. In einigen Zellen ist der Chloroplast von vorne zu sehen (fast in Kontakt mit der Zellwand), in anderen Zellen befindet er sich seitlich.